# Storia degli ebrei in Spagna
Mentre la storia degli ebrei nell'attuale territorio spagnolo risale ai tempi biblici secondo la leggendaria tradizione ebraica, l'insediamento di comunità ebraiche organizzate nella penisola iberica risale probabilmente ai tempi successivi alla distruzione del Secondo Tempio nel 70 d.C.. La prima prova archeologica della presenza ebraica in Iberia consiste in una lapide del II secolo trovata a Mérida. Dalla fine del VI secolo in poi, in seguito alla conversione dei monarchi visigoti dall'arianesimo al credo niceno, le condizioni degli ebrei in Iberia peggiorarono considerevolmente.
Dopo la conquista islamica della penisola iberica all'inizio dell'VIII secolo, gli ebrei vissero sotto il sistema Dhimmi e progressivamente arabizzarono. Gli ebrei di Al-Andalus si sono distinti in particolare durante il X e l'XI secolo, nel periodo califfale e nella prima taifa. Iniziò lo studio scientifico e filologico della Bibbia ebraica e per la prima volta fu scritta la poesia profana in ebraico. A seguito delle invasioni Almoravid e Almohad, molti ebrei fuggirono nell'Africa settentrionale e nei regni iberici cristiani. Bersagli della violenza della folla antisemita, gli ebrei che vivevano nei regni cristiani subirono persecuzioni per tutto il XIV secolo, che portarono ai 1391, che assestarono un duro colpo alla presenza ebraica nella penisola iberica. A seguito del Decreto dell'Alhambra del 1492, i rimanenti ebrei praticanti in Castiglia e Aragona furono costretti a convertirsi al cattolicesimo (divenendo così "Nuovi cristiani" che subirono discriminazioni sotto il sistema limpieza de sangre) mentre coloro che continuarono a praticare Ebraismo ( c.  100.000–200.000) furono espulsi, creando comunità di diaspora in Europa, Nord Africa e Asia occidentale (ebrei sefarditi). Risalendo alla base giuridica di un decreto del 1924, ci sono state iniziative per favorire il ritorno degli ebrei sefarditi in Spagna facilitando la cittadinanza spagnola sulla base di dimostrata ascendenza.
Si stima che oggi in Spagna vivano da 13.000 a 50.000 ebrei.